# Nebulosa Ojo de Gato
La nebulosa Ojo de Gato (NGC 6543) es una nebulosa planetaria en la constelación del Dragón a unos 3000 años luz. Estructuralmente es una de las nebulosas más complejas conocidas, en la que las imágenes de muy alta resolución del telescopio espacial Hubble han mostrado notables estructuras como nudos, chorros de materia, burbujas y estructuras en forma de arco. 
Fue descubierta por William Herschel el 15 de febrero de 1786 y fue la primera nebulosa planetaria cuyo espectro fue investigado, siendo esta labor realizada por el astrónomo William Huggins en 1864.
Los estudios modernos revelan una naturaleza compleja con intrincadas estructuras que podrían estar causadas por material eyectado por una binaria acompañando a la estrella central. Sin embargo no hay evidencias directas de la presencia de dicha compañera estelar. Además las medidas de las abundancias de elementos químicos obtenidas por diferentes métodos presentan una importante discrepancia entre sí, indicando que hay aspectos de esta nebulosa que permanecen todavía sin ser comprendidos.

## Información general

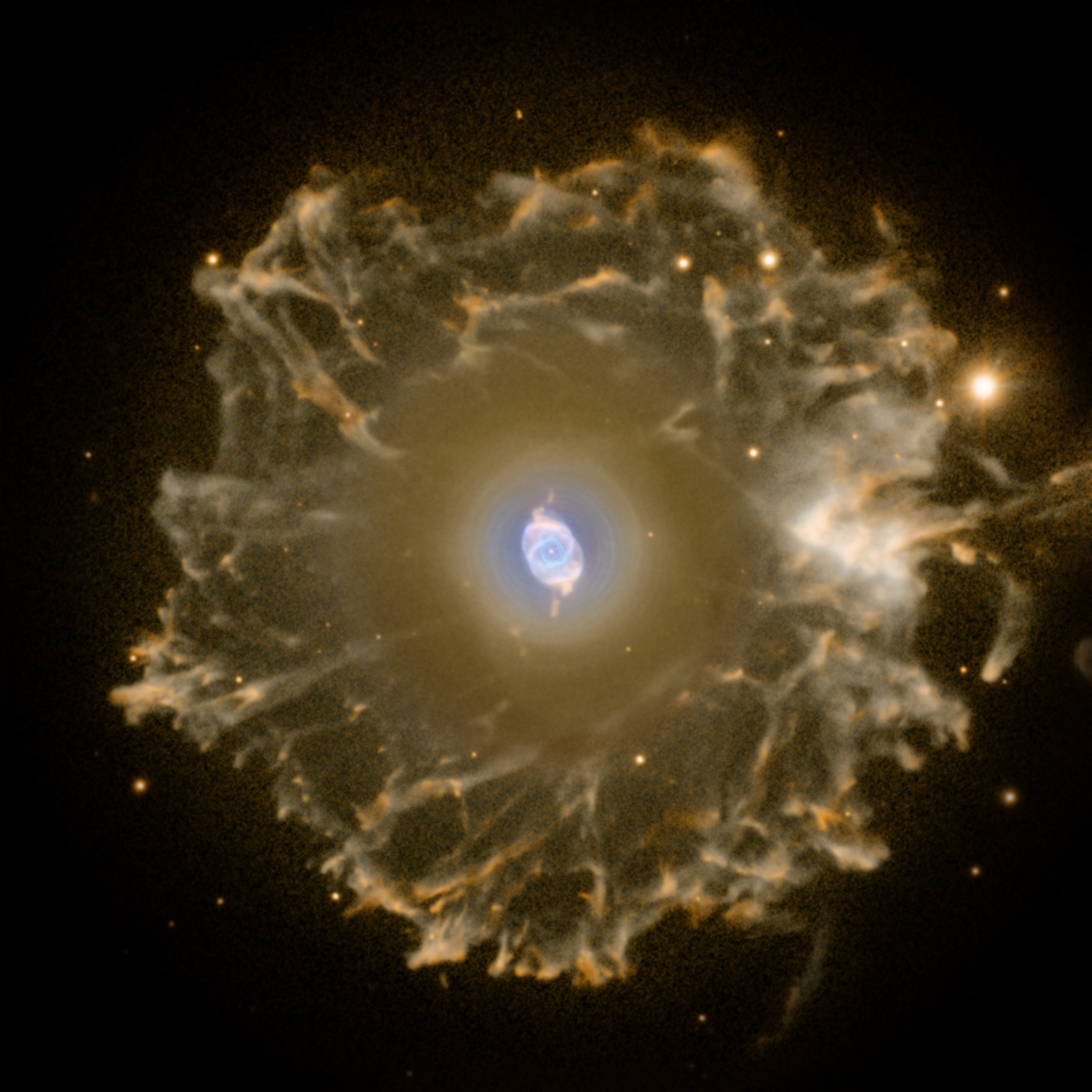
Fotografía del enorme halo de gas que rodea a la nebulosa del ojo de gato, fue tomada por Romano Corradi con el telescopio óptico nórdico del observatorio de La Palma.

NGC 6543 es una nebulosa planetaria muy estudiada. Es relativamente luminosa con una magnitud aparente de 8.1, y también con una temperatura de brillo poco estructural elevada. Se encuentra en las coordenadas de ascensión recta 17 h 58.6 m y declinación +66° 38'. La alta declinación significa que es fácilmente observable desde el hemisferio norte, donde la mayoría de los grandes telescopios han sido construidos. Curiosamente se halla en el polo N de la eclíptica del sistema solar, por lo que las representaciones que muestran cómo se vería este desde "arriba" muestran cómo se vería desde allí.
Mientras que la nebulosa interior más brillante tiene un tamaño relativamente reducido de 20 segundos de arco de diámetro, posee un halo extenso con material eyectado de la estrella central durante la etapa de gigante roja. El halo se extiende unos 386 segundos de arco (6,4 minutos de arco).
Las observaciones muestran que el cuerpo principal de la nebulosa tiene una densidad de unas 5000 partículas/cm³ y una temperatura de 8000 K 1. El halo exterior tiene una temperatura algo superior de 15 000 K y una densidad muy inferior.
La estrella central en NGC 6543 es una estrella de tipo espectral O con una temperatura en la fotosfera de 80 000 K. Su brillo es aproximadamente 10 000 veces más luminosa que el Sol con un radio de 0,65 el radio solar. Diversos análisis espectroscópicos muestran que la estrella pierde masa rápidamente por un fuerte viento estelar a un ritmo de 3,2×10−7 masas solares por año - 20 trillones de t/s. La velocidad de este viento de partículas es de 1900 km/s. Los cálculos y modelos teóricos indican que la estrella central posee actualmente una masa solar pero los cálculos de su evolución teórica implican una masa inicial de 5 masas solares2.

## Observaciones
Mediante prismáticos de 9x63, con un cielo de magnitud límite aproximada de +5,2, este objeto se puede observar con un ligero efecto de parpadeo y un punto con forma estelar, quizás algo desenfocado, como toda nebulosa planetaria.
Con unos prismáticos de 10x50 posee un aspecto de una estrella desenfocada, siempre bajo cielos limpios y sin polucionar.

### Observaciones infrarrojas
Las observaciones de NGC 6543 en longitudes de onda infrarrojas muestran la presencia de una polvo estelar y gas a baja temperatura. Se piensa que el polvo se formó en las últimas fases de la vida de la estrella progenitora. Este polvo absorbe luz de la estrella central reemitiendo la energía en longitudes infrarrojas. El espectro de emisión infrarrojo permite deducir temperaturas de 70 K.
Las emisiones infrarrojas revelan la presencia de material no ionizado como hidrógeno molecular (H2). En muchas nebulosas planetarias la emisión molecular es mayor a distancias mayores de la estrella donde el material deja de estar ionizado. En el caso de NGC 6543 la emisión de hidrógeno es más intensa en el límite interior del halo exterior. Esto es posiblemente debido a ondas de choque excitando el H2 a medida que impactan a diferente velocidad con el halo.3

### Observaciones ópticas y ultravioletas

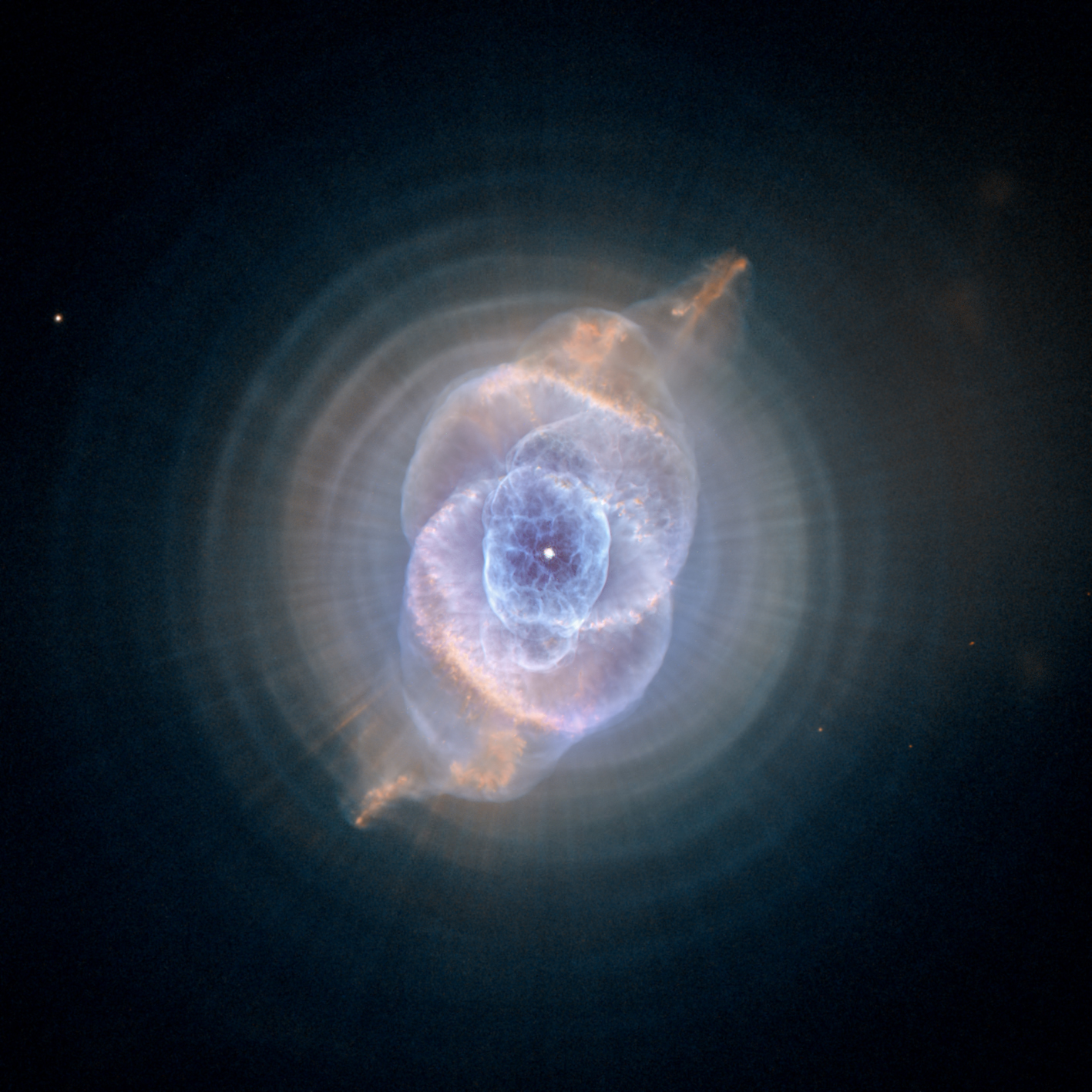
Imagen de la nebulosa Ojo de Gato

NGC 6543 ha sido extensamente observada en el ultravioleta y en las longitudes de onda del visible. Las observaciones espectroscópicas en estas longitudes de onda permiten determinar las abundancias de diferentes especies químicas, así como intrincadas estructuras de la nebulosa.
La imagen en falso color del HST resalta las regiones de alta y baja concentración de iones. Tres imágenes fueron tomadas en filtros que aislaban la luz emitida por iones de hidrógeno en 656.3 nm, nitrógeno ionizado en 658.4 nm y oxígeno doblemente ionizado en 500.7 nm. Las imágenes fueron combinadas en canales rojo, verde y azul respectivamente. La imagen revela dos capas de material menos ionizado en los límites de la nebulosa.

### Observaciones en rayos X
El Observatorio de rayos X Chandra ha revelado la presencia de gas extremadamente caliente alrededor de NGC 6543. Se cree que el gas caliente es producido por la violenta interacción entre
el viento estelar y el material expulsado anteriormente. Esta interacción ha vaciado en gran medida el interior de la nebulosa dejando un espacio menos denso en forma de burbuja.
Las observaciones de Chandra han revelado también una fuente puntual de intensos rayos X en la posición de la estrella. Esta no debería emitir tan intensamente en esta longitud de onda por lo que el elevado flujo de rayos X resulta algo misteriosa. Una posibilidad interesante es que los rayos X podrían ser producidos en un hipotético disco de acreción alrededor del sistema binario4.

## Distancia

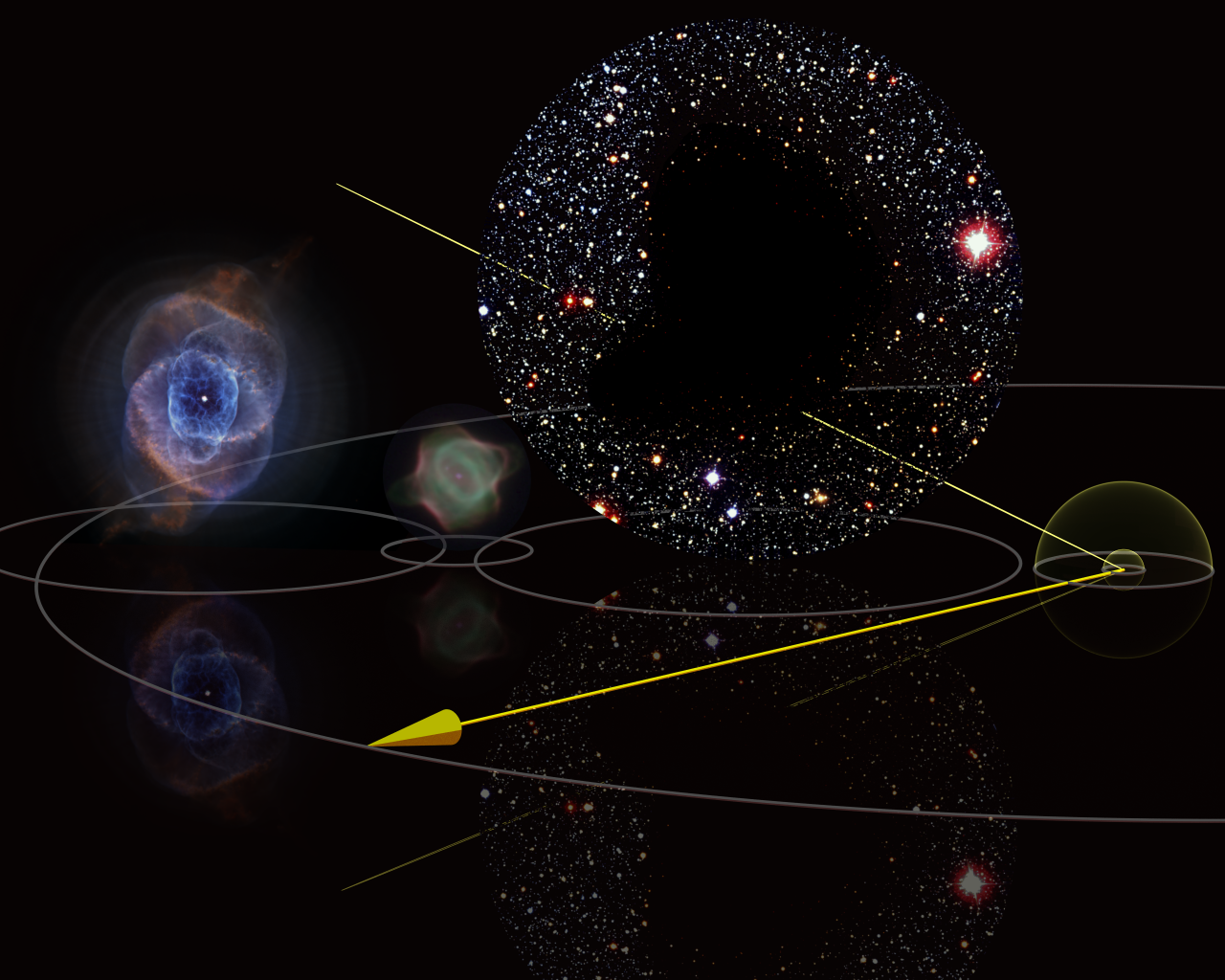
La expansión radial de NGC 6543 a lo largo de varios años puede ser utilizada para calcular su distancia.

Las distancias a las nebulosas planetarias no son tan fáciles de identificar como en el caso de algunas estrellas. Muchos de los métodos utilizados para estimar estas distancias se basan en hipótesis generales que pueden ser inadecuadas para el objeto específico bajo estudio.

## Edad
El ritmo de expansión angular de la nebulosa puede ser utilizado para estimar la edad de esta. Si la expansión ha procedido a ritmo constante, para alcanzar un diámetro de 20 segundos de arco a un ritmo de 10 milisegundos de arco por año, la nebulosa se habría formado hace unos 1000 años. Probablemente esta edad es solo un límite superior ya que el material expulsado podría haberse desplazado a mayor velocidad en el pasado siendo frenado por su interacción con el medio interestelar.

## Composición química

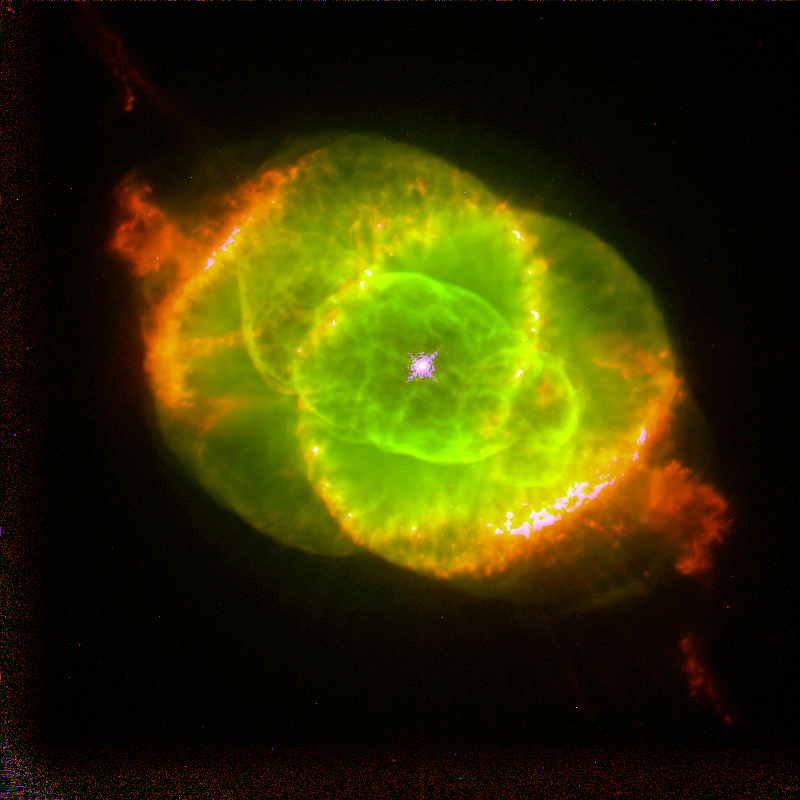
Imagen de NGC 6543 procesada fuertemente para mostrar estructuras en forma de anillo envolviendo la nebulosa central. También visibles son diversas estructuras lineales causas posiblemente por la precesión de chorros de eyección en el sistema binario.

Como la mayoría de los objetos astronómicos NGC 6543 está formada sobre todo por hidrógeno y helio, con elementos pesados tan solo presentes en pequeñas cantidades. La composición exacta puede ser estudiada mediante el análisis espectroscópico de la luz procedente de la nebulosa. Las abundancias se expresan generalmente relativas al hidrógeno, el elemento más abundante.
Diferentes estudios indican que la proporción de helio frente al hidrógeno en la nebulosa del Ojo de Gato es de 0.12, el carbono y el nitrógeno tienen abundancias de 3×10−4, y el oxígeno tiene una abundancia de 7×10−4. Estos valores son típicos dentro de las nebulosas planetarias con concentraciones de carbono, nitrógeno y oxígeno más abundantes que en una estrella como el Sol debido a los efectos de la nucleosíntesis que enriquece la atmósfera estelar en elementos pesados que son luego expulsados formando la nebulosa planetaria1, 6.
El análisis más detallado muestra que la nebulosa contiene también una pequeña cantidad de material altamente enriquecido en elementos pesados.

## Cinemática y morfología de la nebulosa
NGC 6543 es una nebulosa de gran complejidad estructural. Los mecanismos capaces de moldear todas sus formas no se comprenden con claridad. La porción más brillante interior está causada por la interacción del viento estelar con el material expulsado durante la formación de la nebulosa. En este proceso se emiten gran cantidad de rayos X. El viento estelar vacía de manera inhomogénea el interior de la nebulosa.7
Dado que la estrella central presenta signos de poder ser un sistema binario la interacción entre ambas estrellas contribuye también a moldear las estructuras interiores de la nebulosa. En este caso podría existir un disco de acreción con material fluyendo de una estrella a la otra y con fenómenos de eyección por las regiones polares de la estrella. Estos chorros de eyección estarían sometidos a movimientos de precesión que podría contribuir a formar las estructuras en forma de filamento presentes en la nebulosa.8
Más allá de la nebulosa interior el halo exterior envuelve el sistema en una serie de anillos concéntricos formados en etapas anteriores de la formación de la nebulosa planetaria, cuando la estrella interior estaba en la rama asintótica de las gigantes rojas del diagrama de Hertzsprung-Russell. Los anillos están uniformemente distribuidos por lo que tan solo habría un único mecanismo responsable de su formación a intervalos regulares.9
Más lejos todavía se puede apreciar un halo de material más tenue.